# Panarctic Oils

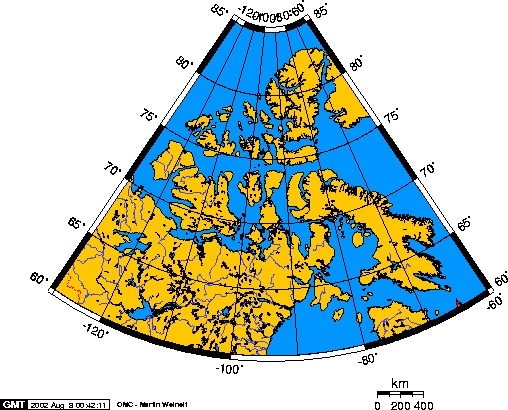
L'archipel arctique

Panarctic Oils Ltd est une entité semi-publique canadienne qui a existé de 1966 à 2000. Son rôle était d'organiser l'exploration pétrolière  dans l'archipel Arctique. 

## Création
Parnarctic Oils est formellement créée en 1966.  C'est un consortium dont le gouvernement fédéral canadien est l'actionnaire principal, avec de nombreux investisseurs privés. Sa mission est de procéder à la recherche de gisements de pétrole et de gaz naturel dans l'archipel arctique, et de démontrer la faisabilité de leur exploitation commerciale. 

## Moyens
Procéder à des opérations d'explorations pétrolières sur des îles inhabitées ou presque, bien au delà du cercle polaire, pose bien sur de grosses difficultés logistiques. 
Des pistes d'atterrissage ont été aménagées à terre, mais aussi, l'hiver, sur des glaces flottantes. Le matériel est acheminé par des Lockheed C-130 Hercules. Pour transporter le personnel, des Boeing 727, Boeing 737 et Lockheed L-188 Electra sont utilisés. Le transport léger à courte distance est assuré par des DHC-6 Twin Otter. Les tout premiers acheminements, avant l'installation des pistes, font appel à des hélicoptères de type Sikorsky S-61. 32 personnes trouvent la mort dans le crash d'un Electra en 1974, sur l'île Melville.
En matière de communications, les premières opérations communiquaient directement avec le siège à Calgary par radio, ce qui n'était pas toujours possible, selon les conditions météorologiques affectant la propagation des ondes. À partir de 1975, la communication radio est centralisée vers une installation à Rea Point sur l'ile Melville, qui dispose d'une connexion avec Calgary par satellite. Rea Point, port naturel, sert aussi de terminal pour l'acheminement par bateau du matériel le plus lourd, l'été.

## Exploration
Les travaux sur le terrain ont commencé par de l'exploration sismique en 1968, et des forages à partir de l'année suivante. Chronologiquement, cette exploration est donc parallèle avec celle menée coté américain, qui a culminé avec la découverte du champ pétrolifère de Prudhoe Bay sur le littoral nord de l'Alaska, en 1968.
Au total, 150 puits d'exploration ont été forés dans l'archipel par Panartics Oil. 27 puits ont été forés dans la région par d'autres entités, notamment avant 1966. L'activité de Panarctic Oils culmine en 1972, avec vingt puits forés cette année-là. Elle ralentit ensuite et le tout dernier puits est foré en 1985. L'entité est formellement dissoute en 2000, mais elle ne menait plus aucune activité sur le terrain depuis longtemps. 
Dix-neuf gisements sont découverts. Les ressources de gaz sont considérables, avec un total estimé à 407 km3. Le plus grand gisement est situé à Drake Point sur l'île Melville, aux environs du point 75° 24′ N, 108° 30′ O. Les découvertes de pétrole sont bien plus faibles.

## Tentatives de production
Panartic Oils a réussi à localiser des réserves d'hydrocarbures, mais pas à les mettre en production commerciale. Un projet est ébauché pour commercialiser le gaz de Drake Point. Il s'agit de l'exporter sous forme de gaz naturel liquéfié à partir d'un terminal sur le sud de l'île, d'où des méthaniers à capacité brise-glaces  l'achemineraient vers l'est du Canada. Il n'est jamais concrétisé. En revanche, une petite quantité de pétrole est effectivement produite. Le gisement nommé Bent Horn, sur Île Cameron, est exploité de façon intermittence de 1985 à 1997, seulement pendant la fin de l'été et le début de l'automne, quand le passage du Nord-Ouest est praticable, permettant l'expédition du pétrole produit. Il s'agit d'une production pilote à très petite échelle, au total elle concerne moins de trois millions de barils.